# Monarca (álbum)
Monarca es el octavo álbum de estudio de la banda de rock mexicano La Gusana Ciega, producido por Howard Redekopp y lanzado en plataformas digitales el 22 de julio de 2014.
Este fue su primer álbum nominado al Latin Grammy del año 2015. También es el último álbum en el que participa Jorge Vilchis como miembro oficial de la banda. Monarca es un álbum que sigue con el estilo de Conejo En El Sombrero, con canciones románticas y de desamor; y en las propias palabras de Daniel Gutiérrez, Germán Arroyo, Jorge Vilchis y Luis Ernesto Martínez: "nuevas canciones llenas de energía y de letras cargadas de melancolía".
| Lista de canciones |                         |          |  |
| N.º                | Título                  | Duración |  |
| 1.                 | «San Miguel»            | 04:09    |  |
| 2.                 | «Tiempos Para Amar»     | 03:42    |  |
| 3.                 | «Perder o Jugar»        | 03:14    |  |
| 4.                 | «No Necesito Nada»      | 03:21    |  |
| 5.                 | «Sobre Final»           | 03:36    |  |
| 6.                 | «No Te Puedo Olvidar»   | 04:03    |  |
| 7.                 | «Tú Volverás»           | 04:42    |  |
| 8.                 | «Más Grandes»           | 03:48    |  |
| 9.                 | «En Abril»              | 04:17    |  |
| 10.                | «Escapar De Noche»      | 03:33    |  |
| 11.                | «Califórnica»           | 03:30    |  |
| 12.                | «Justo Lo Que Necesito» | 03:39    |  |
| 45:41              |                         |          |  |

## Créditos
- Daniel Gutiérrez: Guitarra, Voz y Piano.
- Jorge Vilchis: Guitarra y Coros.
- Luis Ernesto Martínez "Lu": Bajo, Saxofón, Coros, Teclados.
- Germán Arroyo: Batería y Percusiones.
- Jazmín Parkin: Música invitada (Coros en: "Sobre Final", "Tú Volverás" y "En Abril")
- Chris Mitchell: Trompetas en "Tiempos Para Amar" y "No Te Puedo Olvidar".
- Kurt Dale: Percusiones adicionales y coros.
- Letras: Todas son de Daniel Gutiérrez, excepto: No Necesito Nada: Daniel Gutiérrez, Jorge Vilchis.
- Música: Daniel Gutiérrez, Germán Arroyo, Jorge Vilchis y Luis Ernesto Martínez "Lu".
- Diseño gráfico: Michael Ditter.